# Krčava
Krčava (in ungherese: Karcsava) è un comune della Slovacchia facente parte del distretto di Sobrance, nella regione di Košice.